# Fericet
Fericet – wieś w Rumunii, w okręgu Alba, w gminie Horea. W 2011 roku liczyła 146 mieszkańców.